# 小行星2516
小行星2516（2516 Roman），天文學臨時編號1964 VY，是一顆小行星帶的小行星，由美國印第安那州哥德林克天文台於1964年11月6日發現。
該小行星以美國天文學家南希·羅曼命名

## 外部連結
- JPL Small-Body Database Browser on 2516 Roman （页面存档备份，存于）

| 前一小行星： 2515 Gansu | 小行星列表 | 後一小行星： 2517 Orma |